# Bodianus perditio

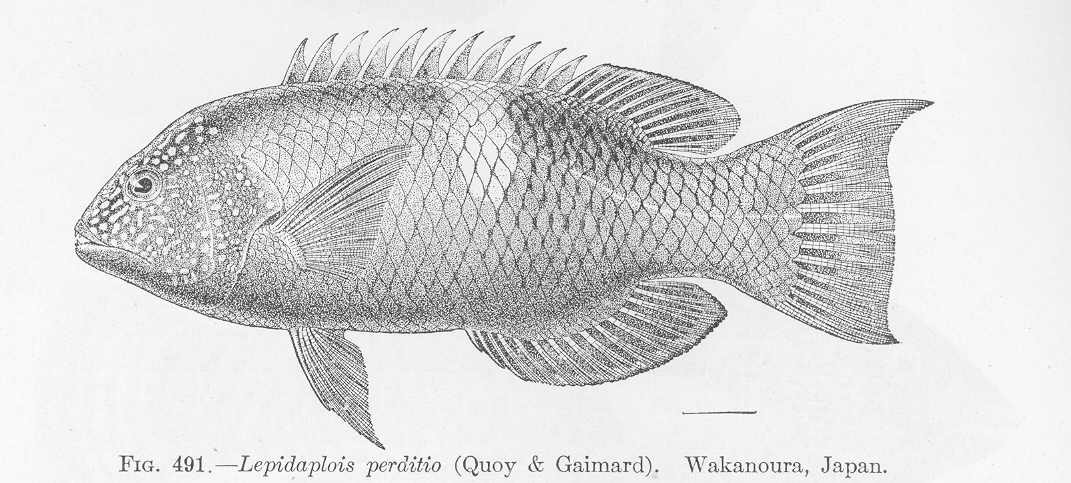
Illustrazione del 1907

Bodianus perditio (Quoy & Gaimard, 1834) è un pesce osseo marino appartenente alla famiglia Labridae.

## Descrizione
Il corpo, compresso sui lati e allungato, può raggiungere gli 80 cm e i 312 g di peso. Le pinne pelviche sono piuttosto lunghe. Negli esemplari giovani la pinna caudale ha il margine dritto, la colorazione è giallastra con un'ampia fascia verticale nera che si estende da parte della pinna dorsale alla pinna anale, preceduta da una fascia verticale pallida più sottile.
Con la crescita la fascia nera si riduce a una macchia che copre una piccola porzione del dorso e della pinna dorsale. I maschi adulti sono rossi con sfumature giallastre, la colorazione è più scura sul dorso; la pinna caudale è rossa vicino al peduncolo e poi gialla. Può essere confuso con Bodianus solatus e somiglia anche a diverse specie di Bodianus che vivono nell'oceano Atlantico.
I giovani sono quasi indistinguibili dai giovani di Bodianus atrolumbus, in passato ritenuto sinonimo di questa specie; la differenza si nota con la crescita, in cui la fascia verticale pallida che precede la metà posteriore del corpo si ritrae al di sopra della linea laterale invece di continuare ad essere una linea verticale rosata.

## Distribuzione e habitat
In passato ritenuta una specie Indo-Pacifica dalla distribuzione disgiunta, Bodianus perditio è ora considerata una specie limitata all'oceano Pacifico, dove è diffuso da Giappone e Taiwan fino all'est dell'Australia; è particolarmente comune in Nuova Caledonia. Vive tra 10 e 120 m di profondità su fondali rocciosi, i giovani in zone meno profonde degli adulti.
La popolazione di Bodianus dell'oceano Indiano precedentemente identificata come B. perditio è ora ritenuta una specie a parte, Bodianus atrolumbus.

## Biologia

### Alimentazione
Si nutre di pesci e invertebrati marini come granchi, echinodermi, molluschi gasteropodi e bivalvi.

### Parassiti
Può ospitare parassiti come Haliotrema banana e il copepode Dissonus excavatus.

### Riproduzione
È oviparo e la fecondazione è esterna. Le uova sono disperse in acqua e non ci sono cure verso di esse.

## Conservazione
Ha un areale ampio, è diffuso anche in aree marine protette; è oggetto di pesca in Nuova Caledonia, dove è però molto comune, quindi è classificato come "a rischio minimo" (LC) dalla lista rossa IUCN.